# Onești, Edineț
Onești este un sat din cadrul comunei Zăbriceni, raionul Edineț, Republica Moldova.
La nord-vest de sat este amplasată rezervația peisagistică Zăbriceni.

## Demografie

### Structura etnică
Structura etnică a satului conform recensământului populației din 2004:
| Grup etnic         | Populație | % Procentaj |
| ------------------ | --------- | ----------- |
| Moldoveni / Români | 1164      | 97,32%      |
| Ucraineni          | 22        | 1,84%       |
| Ruși               | 10        | 0,84%       |
| Total              | 1196      | 100%        |